# Konstantin Dukas (Thessalien)
Konstantin Dukas Angelos (mittelgriechisch Κωνσταντίνος Δούκας Άγγελος; † 1303) war seit 1289 Herrscher von Thessalien und Zentralgriechenland.

## Leben
Konstantin war der zweite Sohn von Johannes I. Dukas, genannt der Bastard von Thessalien, und dessen Frau Hypomone Komnene Dukaina. Er hatte zwei Brüder, Michael Komnenos und Theodoros Angelos, sowie insgesamt vier Schwestern, darunter Helena Angelina Komnene, Herzogin von Athen und zweite Ehefrau von Hugo von Brienne, und Helena Dukaina Angelina, die zweite Ehefrau des serbischen Königs Stefan Milutin. Verheiratet war er Karl Hopf zufolge mit Anna Euagionissa Dukaina († 1317), mit der er den Sohn Johannes hatte.
Nach dem Tode Johannes’ I. Dukas im oder kurz vor März 1289 folgte ihm Konstantin in der Herrschaft über Thessalien nach. Sein älterer Bruder Michael kam als Erbe nicht in Frage, da er 1284 mit der Aussicht auf ein Ehebündnis nach Epirus gelockt, dort festgenommen und nach Konstantinopel geschickt worden war, wo er seither im Gefängnis saß. Konstantin regierte sein Territorium von Neopatras aus, wobei er von seinem jüngeren Bruder Theodoros als Mitregent unterstützt wurde. Anfangs standen die beiden Brüder unter der Vormundschaft der epirotischen De-facto-Regentin Anna Palaiologina Kantakuzene. 1294 eroberten sie das byzantinische Demetrias am Golf von Volos.
Als Philipp I. von Tarent, der Sohn König Karls II. von Neapel, 1295 seine Ansprüche auf Thessalien durchsetzen wollte, suchten die Brüder Rückhalt in Byzanz. Ihre Mutter, die sich nach dem Tod ihres Mannes in ein Kloster zurückgezogen hatte, erreichte bei Kaiser Andronikos II., dass Theodoros und Konstantin zu Sebastokratoren erhoben wurden, dem dritthöchsten Rang in der byzantinischen Hofhierarchie. Im Gegenzug erkannten sie die Suzeränität des Byzantinischen Reiches über Thessalien an. 
Konstantin und Theodoros setzten den von ihrem Vater begonnenen Krieg gegen Nikephoros I. Komnenos Dukas von Epirus und dessen angevinische Verbündete fort. Im Sommer 1295 konnten sie die Städte  Angelokastron (seit 2011 ein Ortsteil von Agrinio), Acheloos und Naupaktos einnehmen, die Nikephoros I. seiner Tochter Thamar als Mitgift für die Eheschließung mit Philipp von Tarent zugedacht hatte. Die meisten dieser Eroberungen fielen beim Friedensschluss von 1296 wieder den Angevinern zu. Nach weiteren Kämpfen musste Konstantin 1301 auch Angelokastron an Philipp abtreten. 
Konstantin Dukas, über dessen Regierung sonst nichts weiter bekannt ist, starb 1303. Die Nachfolge als Herrscher von Thessalien trat sein Sohn Johannes II. an.